# Šinzó Hanabusa
Šinzó Hanabusa (英 伸三, Hanabusa Shinzō, * 1936) je japonský fotograf aktivní v druhé polovině 20. století. Počínaje cenou Japonské fotografické společnosti z roku 1965 a získal ocenění na Japonské novinářské konferenci roku 1971 a Cena Nobua Iny roku 1982. Člen Japonské společnosti profesionálních fotografů. Zástupce ředitele umělecké skupiny Japan Realism Photography Group. Ředitel Institutu současné fotografie. Tokijské metropolitní muzeum fotografie, městské muzeum v Kawasaki, Kiyosato Photo Art Museum a další mají ve svých sbírkách celkem více než 100 děl.

## Životopis
Narodil se v Chiba City v prefektuře Chiba v roce 1936. Když byl v šesté třídě základní školy, přestěhoval se do Shinagawy v Tokiu. V roce 1961 vystudoval Tokijskou vysokou školu fotografie. Během inflace v 60. letech pokračoval ve fotografování žen farmářů, kteří vydělávají peníze z interní práce při montáži odporů a kondenzátorů. Na druhou stranu se zajímal o školy pro nevidomé. V roce 1965 obdržel cenu Japonské asociace fotografických kritiků, zrealizoval samostatnou výstavu děl sledujících příběhy zrakově postižených a „Rural Electronics Industry“ publikovaný ve vydání časopisu Asahi Camera ze září 1964. Jako člen japonské delegace mládeže navštívil Čínu během čínsko-japonského setkání mládeže v roce 1965.
Získal cenu Japonského kongresu novinářů za svou fotoknihu „Svědectví z venkovských oblastí“ vydanou v roce 1971.
V roce 1975 byl členem kompilační komise pro výběr fotografií na výstavě fotografií pořádané Japonskou společností profesionálních fotografů.
V roce 1982 vyhrál Cenu Nobua Iny a následně zrealizioval „výstavu pro dvě osoby“ se Šisei Kuwabarou. Ve stejném roce obdržel grafickou cenu za výstavu dětských knih v Boloni za svou fotoknihu „Mizu“.
V roce 1989 vyšla knížka „Co se dělo ve venkovských oblastech v Japonsku“.
V roce 1996 na žádost obchodní asociace pro zlepšení půdy v prefektuře Kagošima dokumentoval po dobu jednoho roku prefekturu Kagošima. Výsledky jsou shrnuty v „Kagošima Farming Renren“ (1997, Nippon Camera).

## Publikace
- Jamase ni fukareta mura: Šašin kiroku 1976-1982 偏東風に吹かれた村 写真記録 1976-1982 (Villages Being Blown Away by a Cold Wind: A Chronicle of Photographs, 1976-1982)[8]

- Jamagiši, Šodži, ed. Japan, a self-portrait. New York: International Center of Photography, 1979. ISBN 0-933642-01-6 (pevná), ISBN 0-933642-02-4 (brožovaná). Díla zde prezentovali Hanabusa a také Rjódži Akijama, Nobujoši Araki, Taidži Arita, Masahisa Fukase, Hiroši Hamaja, Ikkó Narahara, Mijako Išiuči, Kikudži Kawada, Džun Morinaga, Daidó Morijama, Kišin Šinojama, Issei Suda, Šómei Tómacu, Haruo Tomijama, Hiromi Cučida, Šódži Ueda, Gašó Jamamura a Hiroši Jamazaki